# 広島県道388号木野山府中線
広島県道388号木野山府中線（ひろしまけんどう388ごう きのやまふちゅうせん）は、広島県府中市を通る一般県道である。

## 概要
府中市木野山町から府中市府中町に至る。起点の木野山町地内から荒谷町地内にかけては、未開通区間（林道で迂回可能）となっている。
1996年（平成8年）に広島県道183号小畠府中線が荒谷町地内で広島県道417号小畠荒谷線と分割されるかたちで成立した路線である。これにより、旧石州街道に並行する路線が成立したことになったものの、起点の木野山町地内から荒谷町地内にかけては未開通区間であり、未開通区間の解消のためにトンネルを整備する計画がある。しかし、広島県の財政難から今のところ着工には至っていない。未開通区間が解消すれば、三次・庄原方面との距離短縮と、広島県道24号府中上下線の代替路が確保され、府中市上下地区との交流促進が期待される。

### 路線データ
- 起点：府中市木野山町（広島県道24号府中上下線交点）
- 終点：府中市府中町（剣先橋交差点、国道486号交点）
- 総延長：約5.2 km[注釈 1]

## 歴史
- 1996年（平成8年）4月25日 - 広島県告示第469号により認定される。

## 路線状況
全線1 - 2車線。うち、起点の木野山町地内から荒谷町地内にかけては未開通のため、林道が迂回路となっている。また、荒谷町地内から出口町地内にかけての一部に離合が困難な狭隘箇所がある。

### 道路施設

#### 橋梁
- 明神橋（出口川、府中市）
- 三室橋（出口川、府中市）

### 異常気象時通行規制区間
| 地点       | 規制内容                                                   |
| ---------- | ---------------------------------------------------------- |
| 荒谷町地内 | 1時間あたり20 mm以上、または1日あたり80 mm以上の降雨の時。 |

### 大型車通行禁止区間
| 地点       | 区間                                | 時間帯              |
| ---------- | ----------------------------------- | ------------------- |
| 出口町地内 | 三室橋西詰 - 府中公園（南）交差点間 | 午前7:00 - 9:00の間 |

### 並行する旧街道
- 石見銀山街道

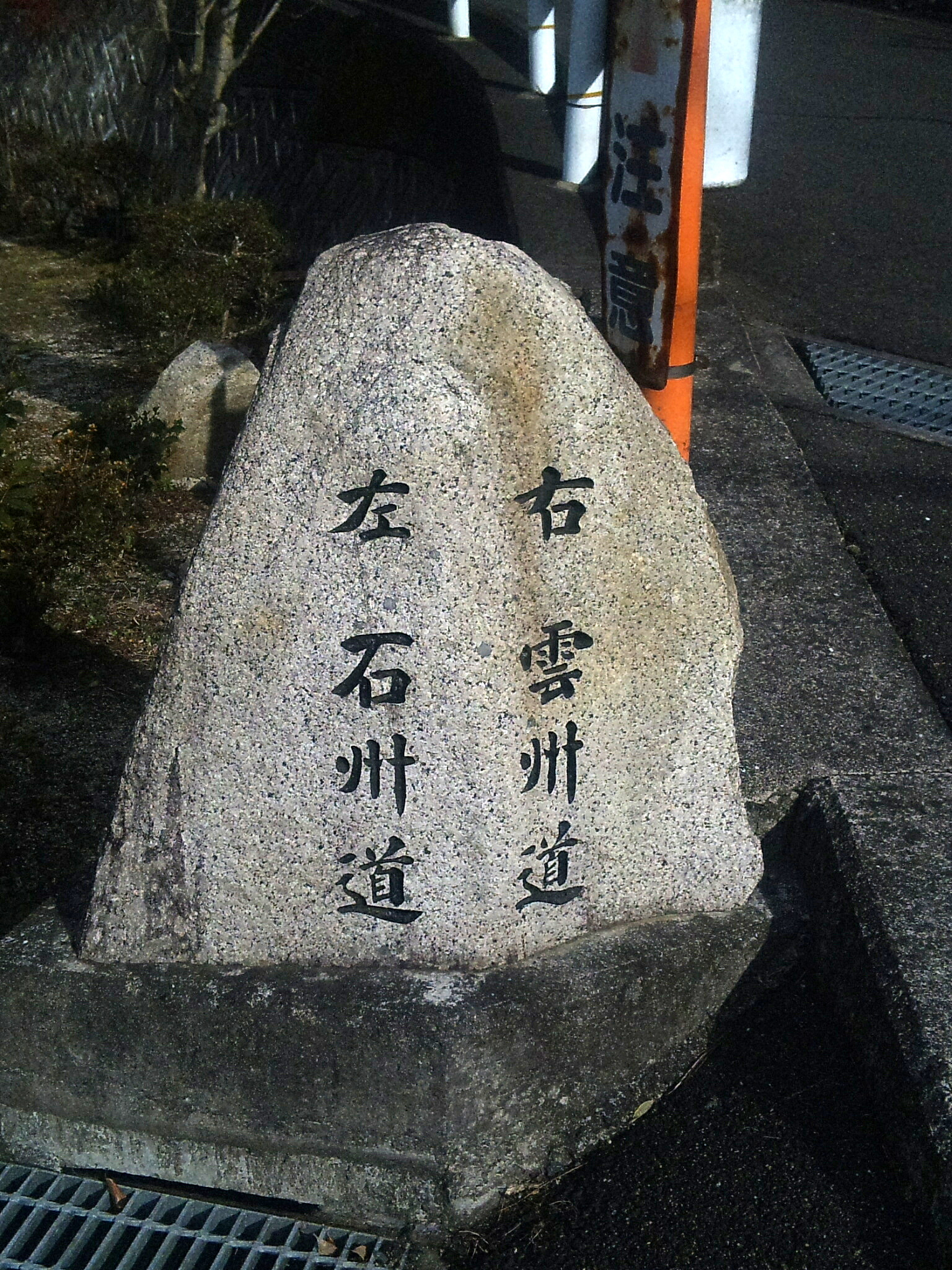
旧雲州街道との分岐点にある道標。 （府中市荒谷町別両路）
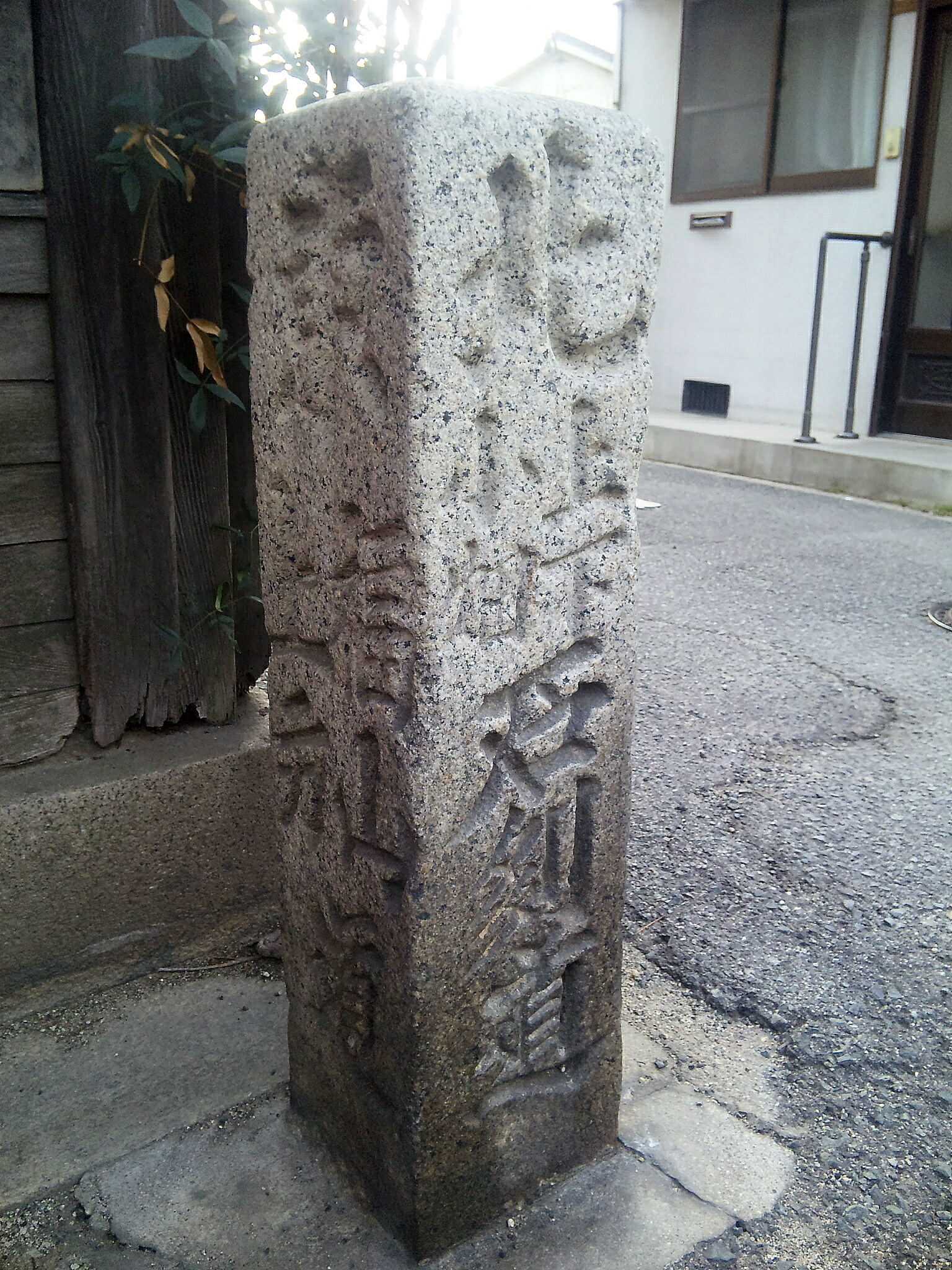
旧古代山陽道との分岐点にある道標。 （府中市出口町）

## 地理

### 通過する自治体
- 広島県
  - 府中市

### 交差する道路
| 交差する道路                 | 交差する場所 | 交差する場所         |
| ---------------------------- | ------------ | -------------------- |
| 広島県道24号府中上下線未供用 | 木野山町     | 起点                 |
| 未供用区間                   |              |                      |
| 広島県道417号小畠荒谷線      | 荒谷町       |                      |
| 広島県道399号金丸府中線      | 府中町       | 府中公園（南）交差点 |
| 国道486号                    | 府中町       | 剣先橋交差点 / 終点  |

### 沿線
沿線では、旧石州街道を活かしたまちおこしが盛んである。荒谷町地内では「荒谷往還」、出口町地内では「出口通り」として、地元住民によるまちおこしが行われている。このうち、出口通りは2005年（平成17年）度に「石州街道出口通り」として国土交通省の夢街道ルネサンスに認定された。
- 荒谷往還
- 三室山公園
- 甘南備神社
- 出口通り
- 首無地蔵
- POM府中こどもの国